# 578 Happelia
578 Happelia eller 1905 RZ är en asteroid i huvudbältet, som upptäcktes 1 november 1905 av den tyske astronomen Max Wolf i Heidelberg. Den är uppkallad efter den tyske målaren Carl Happel.
Asteroiden har en diameter på ungefär 69 kilometer.